# Brachypodium mexicanum
Brachypodium mexicanum är en gräsart som först beskrevs av Johann Jakob Roemer och Schult., och fick sitt nu gällande namn av Heinrich Friedrich Link. Brachypodium mexicanum ingår i släktet skaftingar, och familjen gräs. Inga underarter finns listade i Catalogue of Life.